# Atlantica Online
Atlantica Online és un joc de rol 3D gratuït per a PC (sota sistema operatiu Windows). Està basat en estratègia per torns i es cataloga com un MMORPG (Massively Multiplayer Online Role Playing Game). Està desenvolupat per l'empresa coreana Ndoors Corporation. La versió internacional està escrita en Anglés i la distribueix la delegació americana d'aquesta companyia: Ndoors Interactive Inc.